# Peugeot 9X8
Peugeot 9X8 — это гибридный гоночный автомобиль категории гиперкары Ле-Мана (LMH), разработанный Peugeot Sport для участия в чемпионате мира по гонкам на выносливость (WEC). С этой машиной Peugeot вернулась в топовый класс мирового первенства после их успехов с моделями Peugeot 905 и Peugeot 908.

## Описание модели
Расшифровка индекса модели:
- 9 — гоночный автомобиль Peugeot для гонок на выносливость.
- X — ассоциация с гибридными технологиями и полным приводом.
- 8 — цифра, использующаяся в именах актуальных моделей Peugeot.

### Особенности конструкции
- Одной из главных особенностей первоначальной версии модели (2022 года) было — отсутствие традиционного заднего антикрыла. Прижимная сила достигалась формой кузова и диффузором[2]. Но уже при обновлении для сезона 2024 года на 9X8 заднее антикрыло заняло привычное место для спортпрототипов данного типа[3].
- Использует технологии из серийных моделей Peugeot, включая i-Cockpit.
- Гибридная силовая установка разработана в сотрудничестве с TotalEnergies[2].

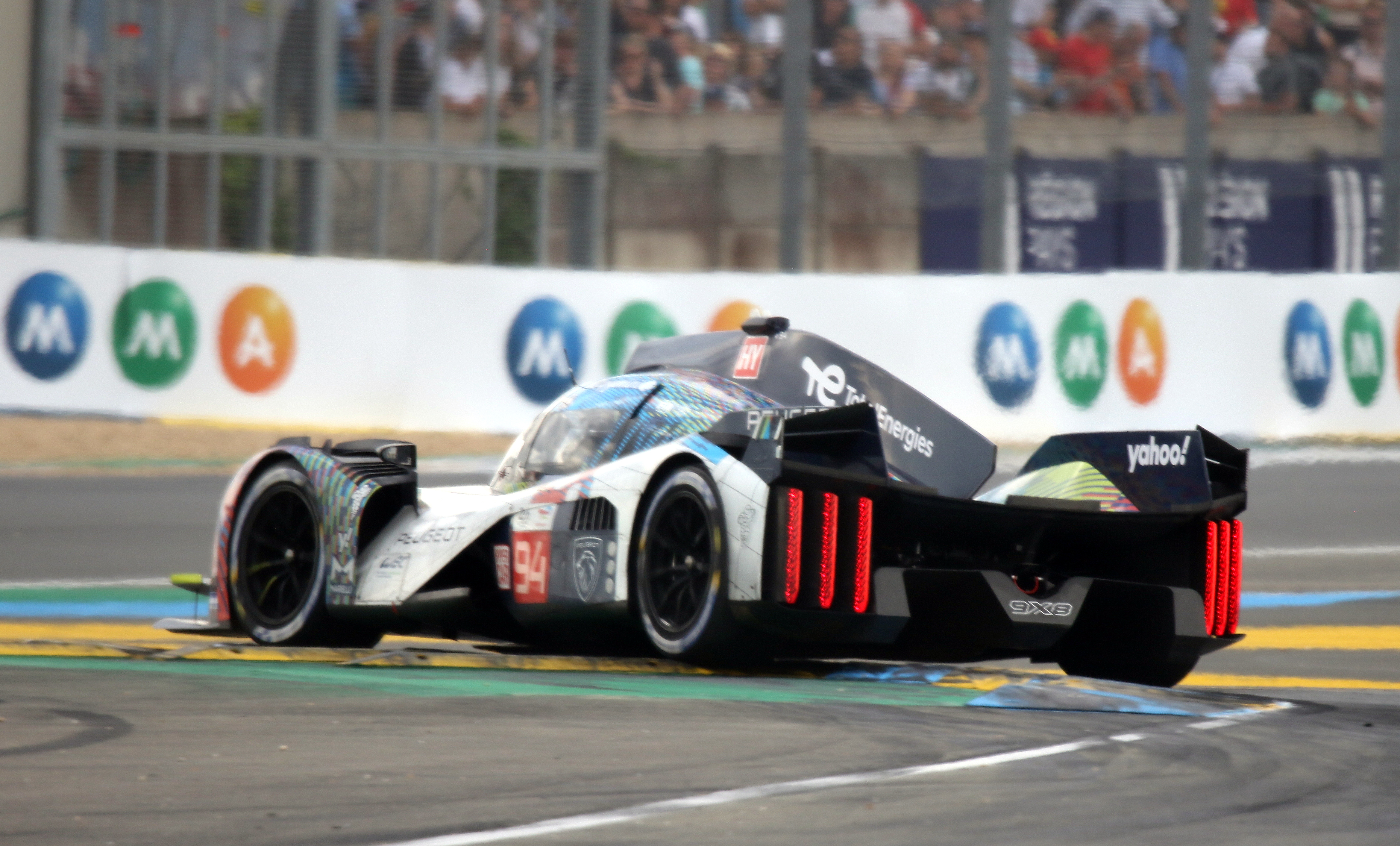
Первоначальная версия Peugeot 9X8 (2022 года) не имела заднего антикрыла
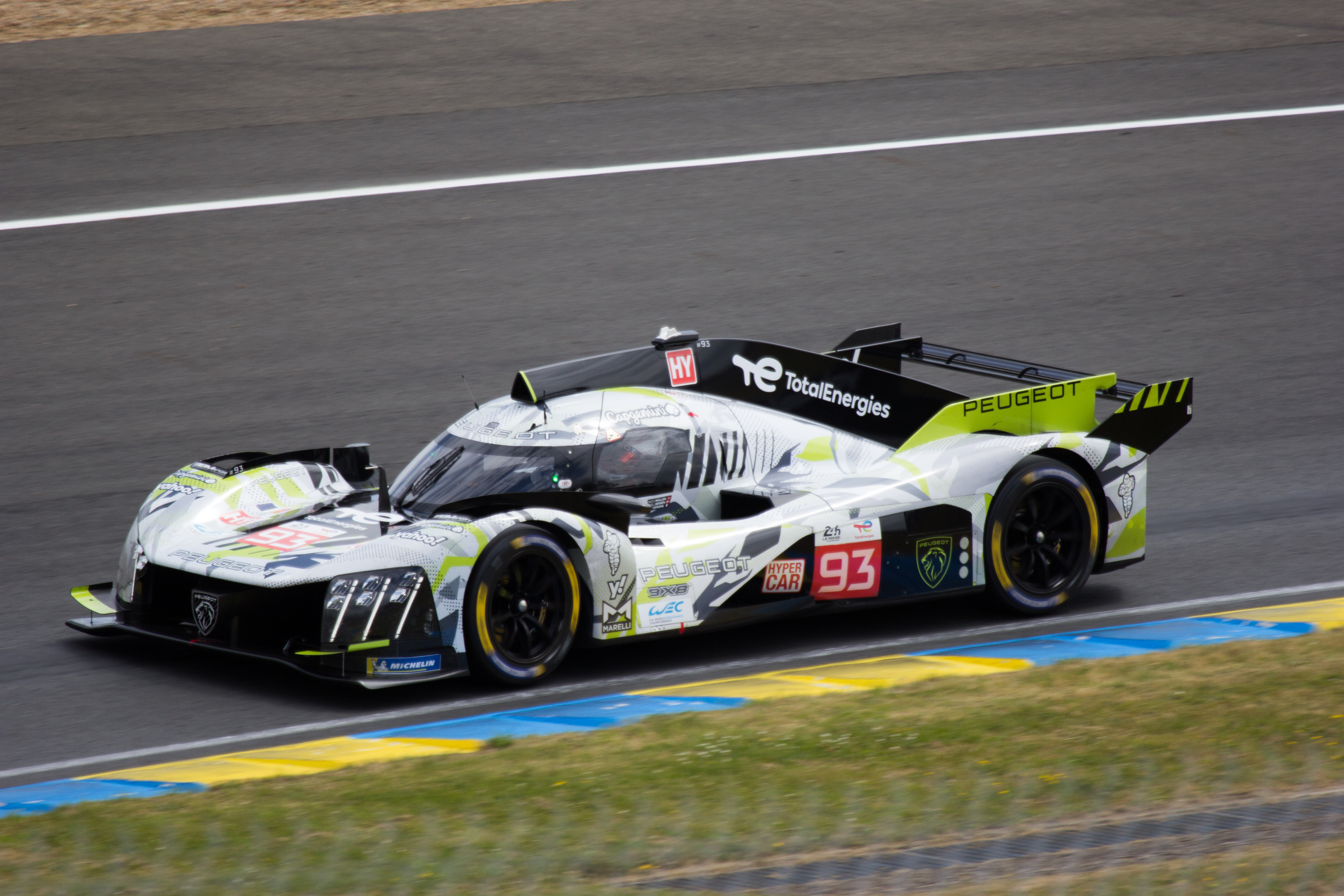
При обновлении к сезону 2024 года Peugeot 9X8 получил заднее антикрыло

## История и развитие
- 2021 — презентация концепта.
- 2022 — первые тесты и дебют в WEC.
- 2024 — обновлённая версия.
- 2025 — очередное обновление.

## Участие в гонках
Peugeot 9X8 участвовал в чемпионате FIA WEC, включая 24 часа Ле-Мана:
- Прямые конкуренты категории гиперкары Ле-Мана: Toyota GR010 Hybrid, Ferrari 499P, Porsche 963, Aston Martin Valkyrie AMR-LMH.
- Peugeot постепенно улучшал надёжность и скорость машины. В 2023 и 2024 годах были попытки побороться за подиумы, но с переменным успехом.

## Команда
- Peugeot TotalEnergies
- Известные пилоты: Жан-Эрик Вернь, Пол Ди Реста, Михаэль Йенсен, Лоик Дюваль и др.